# Shōhei Ikeda
Shōhei Ikeda (jap. 池田 昇平 Ikeda Shohei; ur. 27 kwietnia 1981) – japoński piłkarz.

## Kariera klubowa
Od 2000 do 2012 roku występował w klubach Shimizu S-Pulse, Sanfrecce Hiroszima, Vegalta Sendai, JEF United Ichihara Chiba, Ehime FC i FC Gifu.

## Kariera reprezentacyjna
W 2001 roku Shōhei Ikeda zagrał na Mistrzostwach Świata U-20.